# Kanton Allègre
Kanton Allègre (fr. Canton d'Allègre) je francouzský kanton v departementu Haute-Loire v regionu Auvergne. Tvoří ho osm obcí.

## Obce kantonu
- Allègre
- Bellevue-la-Montagne
- Céaux-d'Allègre
- La Chapelle-Bertin
- Fix-Saint-Geneys
- Monlet
- Varennes-Saint-Honorat
- Vernassal